# Коморско-северокорейские отношения
Коморско-северокорейские отношения — двусторонние дипломатические отношения между Коморскими Островами и Корейской Народно-Демократической Республикой. Ни одна из стран не имеет посольства в своих столицах. Ранее у КНДР было посольство, находившееся в Морони.

## История
Дипломатические отношения Коморских островов с КНДР были установлены 13 ноября 1975, вскоре после обретения независимости от Франции 6 июля 1975 года. Это произошло во время правления принца Саида Мохамеда Джафара, который сменил президента Ахмеда Абдаллу в результате государственного переворота всего за несколько месяцев до этого. Сам он был заменён в январе 1976 года Али Суалихом, революционным исламским социалистом и антиколониалистом. Суалих, в дополнение к осуществлению радикальных реформ, установил тесные связи со многими государствами времен холодной войны, которые помогали революционным движениям. Среди них была КНДР, которая в течение года открыла посольство на Коморских островах. 18 января 1977 года первый посол КНДР Со Джинён вручил свои верительные грамоты вице-президенту Мохамеду Хасану Али и совершил визит к президенту Суалиху.
Вдохновленный маоистами лидер Комор, чье ополчение в стиле Красной гвардии и других вооруженных сил прошли подготовку у левого танзанийского режима Джулиуса Ньерере, также получавший некоторую помощь от северокорейцев. 15 марта 1978 года посол КНДР вручил подарок от Ким Ир Сена президенту Суалиху, в ответ на который Коморские острова выразили свою «полную поддержку и твердую солидарность с борьбой корейского народа» за достижение независимого и мирного объединения Кореи.
Всего через два месяца после этого события Суалих был свергнут и убит в результате государственного переворота французскими наемниками, после которого бывший президент Ахмед Абдалла был восстановлен в должности. Правление Абдаллы было строго антикоммунистическим, и 3 декабря 1983 года Коморские острова стали единственным африканским государством, разорвавшим дипломатические отношения с КНДР после бомбардировки Рангуна, когда 9 октября того же года северокорейцы попытались убить южнокорейского военного правителя Чон Ду Хвана во время визита в Бирму. До конца своего пребывания на этом посту Абдалла поддерживал тесные отношения с Южной Кореей, посетив Сеул в 1987 году. Отношения возобновились в 1990-х годах, с окончанием правления Абдаллы в 1989 году, сменившегося длинной чередой столь же нестабильных режимов.